# باول إف. كارتر جونيور
باول إف. كارتر جونيور (بالإنجليزية: Powell F. Carter, Jr.)‏ هو ضابط أمريكي، ولد في 3 يونيو 1931 في لوس أنجلوس في الولايات المتحدة، وتوفي في 28 يونيو 2017 في هاربرز فيري في الولايات المتحدة.